# Janotia macrostipula
Janotia macrostipula (Capuron) J.-F.Leroy è una pianta della famiglia delle Rubiacee, endemica del Madagascar. È l'unica specie nota del genere Janotia.

## Conservazione
La Lista rossa IUCN classifica Janotia macrostipula come specie in pericolo di estinzione (Endangered).